# Dorfkirche Markwerben

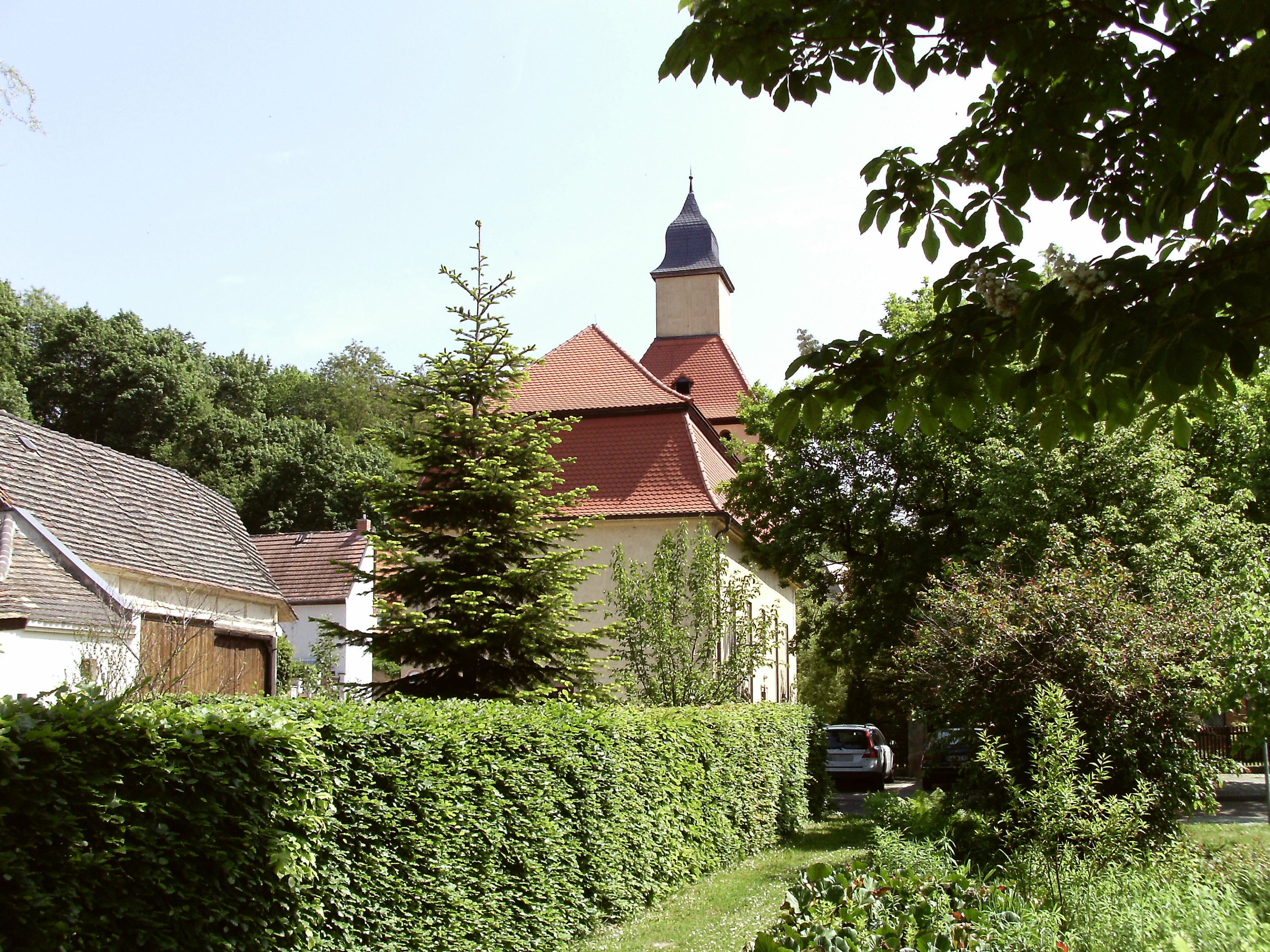
Dorfkirche Markwerben

Die Dorfkirche von Markwerben ist eine denkmalgeschützte Kirche im Ortsteil Markwerben der Stadt Weißenfels in Sachsen-Anhalt. Sie gehört zum Pfarramt Weißenfels-Nord im Kirchenkreis Merseburg der Evangelischen Kirche in Mitteldeutschland. Im örtlichen Denkmalverzeichnis ist das Gebäude unter der Erfassungsnummer 094 13023 als Baudenkmal verzeichnet.
Bei der Dorfkirche von Markwerben, der Namenspatron der Kirche ist heute nicht mehr bekannt, handelt es sich um eine Chorturmkirche, auch Ostturmkirche genannt. In einer urkundlichen Erwähnung um das Jahr 1400 wird die Kirche im Besitz des Bistums Halberstadt geführt. Die Kirche prägt heute ein barockes Äußeres, jedoch sind im Kern die Merkmale einer romanischen Kirche erhalten geblieben, wie die Schallöffnungen des Turmes und Würfelkapitelle. Das aus dem Jahr 1741 stammende Kirchenschiff wurde schon mehrfach restauriert.
Vor der Südseite der Kirche befinden sich die Kriegerdenkmale für die Gefallenen des Ersten und Zweiten Weltkriegs.